# Modrásek cizokrajný
Modrásek cizokrajný (Lampides boeticus) je druh denního motýla z čeledi modráskovitých (Lycaenidae). Rozpětí jeho křídel je 30 až 36 mm. Samci mají modravě fialová křídla s úzkým tmavým lemem. Samice mají šedohnědé až tmavě hnědé zbarvení a na vnitřní části křídel jsou modře poprášené. U obou pohlaví jsou na vnitřním rohu zadních křídel dobře patrné dvě černé skvrny, které jsou světle lemované a dlouhá tenká ostruha.

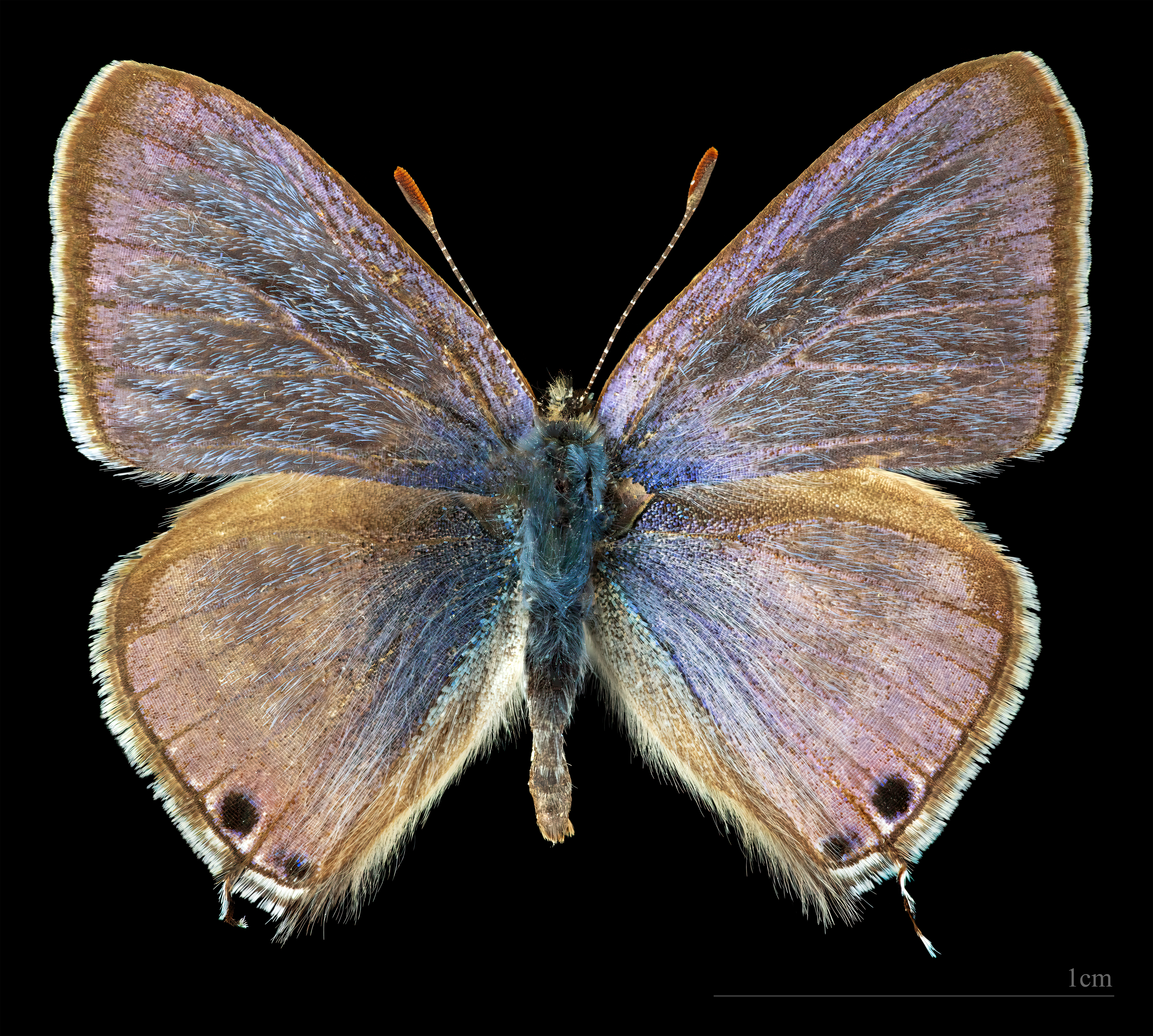
Lampides boeticus ♂
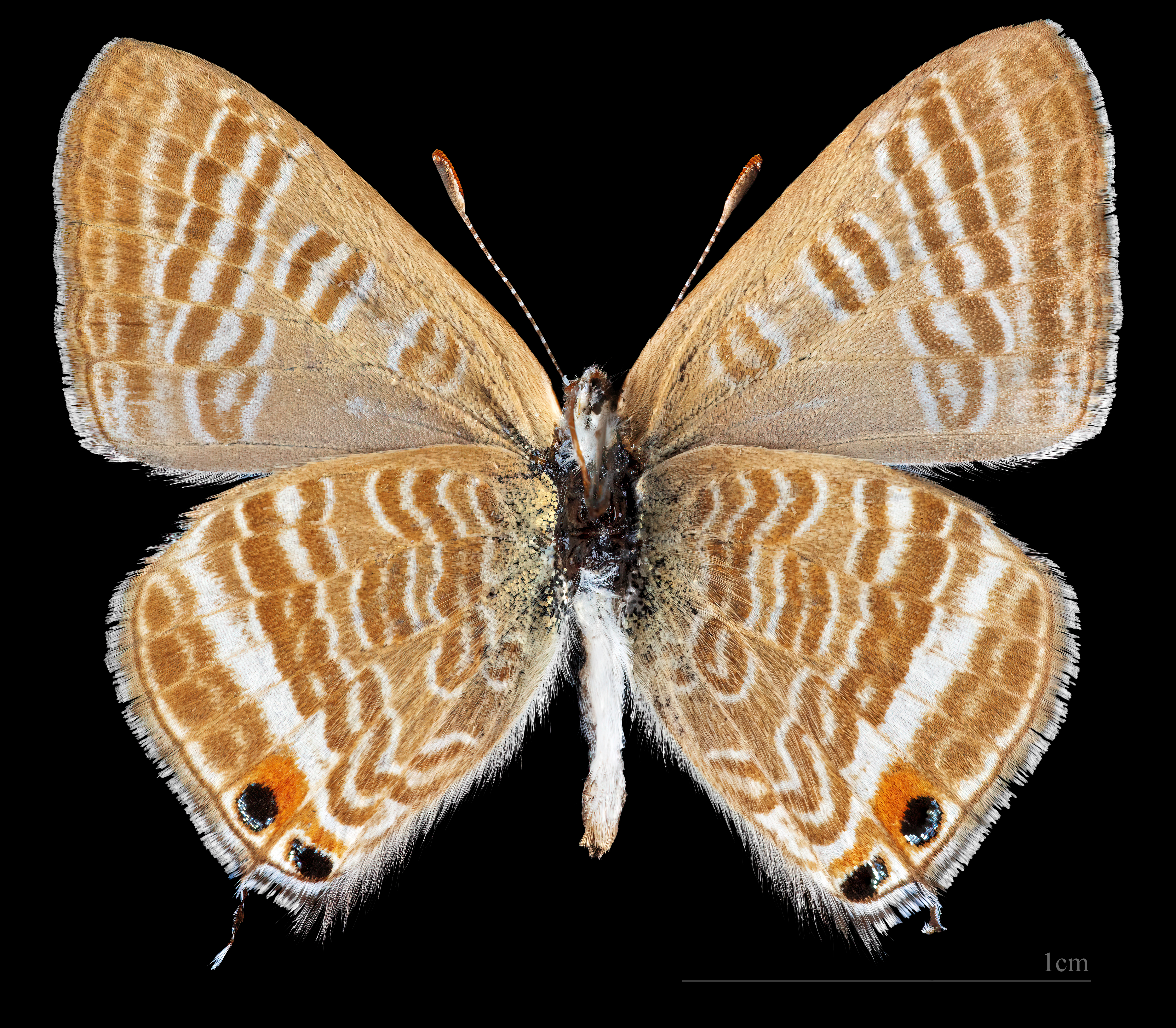
Lampides boeticus ♂  △

## Výskyt

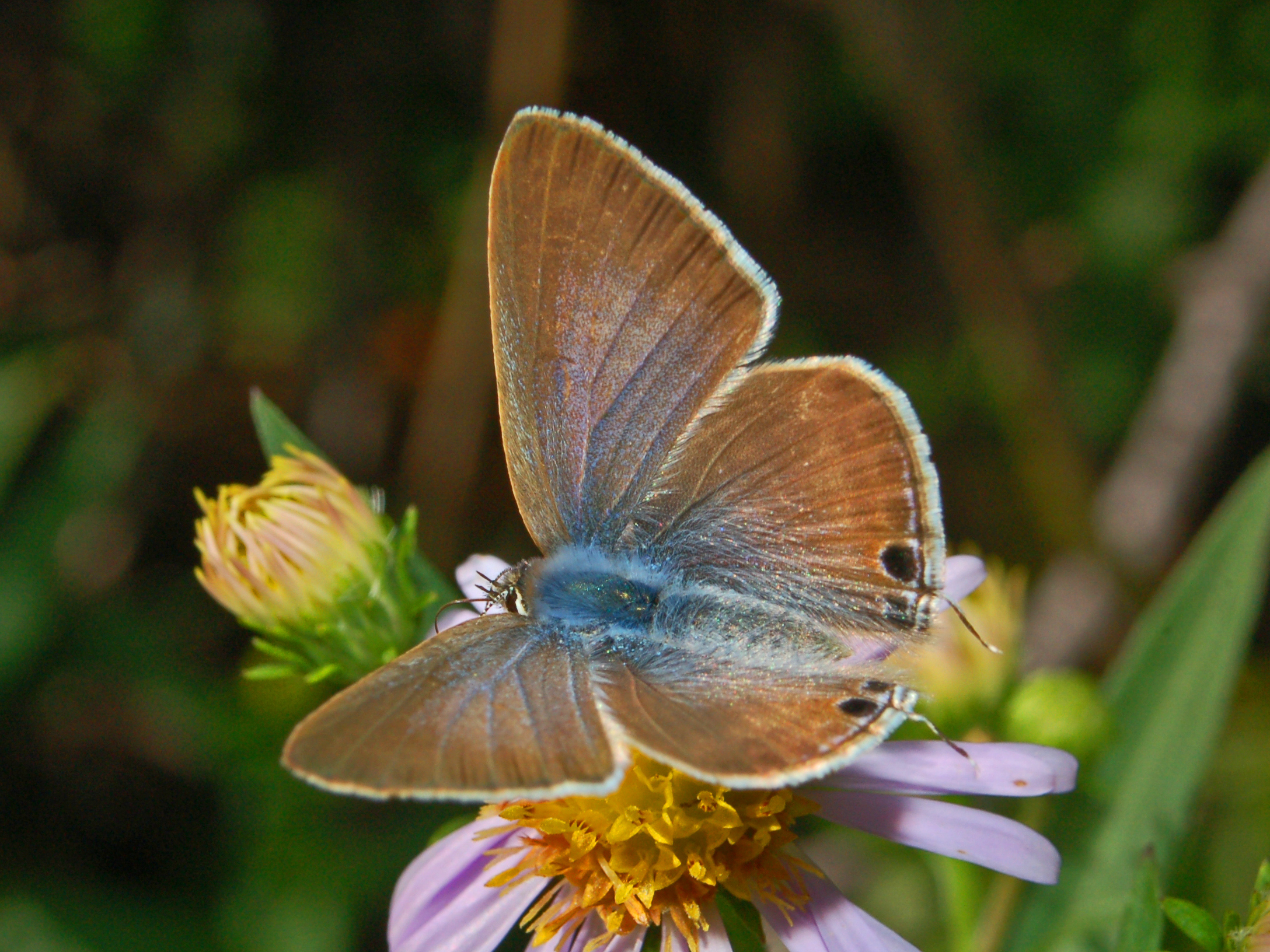
Samice

V Evropě je tento druh rozšířený v zemích kolem Středozemního moře. Odtud potom vzácně zalétává do střední Evropy a na jih Velké Británie. V Česku je modrásek cizokrajný považován za velmi vzácného migranta. Motýl obývá suché stepi, louky a zahrady.

## Chování a vývoj
Živnými rostlinami modráska cizokrajného jsou žanovec měchýřník (Colutea arborescens), sena dvouhroznová (Senna didymobotrya) a čilimník (Chamaecytisus palmensis). Na zahradách housenky konzumují také hrách (Pisum) a fazol (Phaseolus). Samice při kladení vajíček více upřednostňují květy živných rostlin, než jejich listy a stonky. Mladé housenky se živí nejprve nezralými prašníky a semeníky, později ukryté v nezralých luscích přijímají nezralé plody. Housenky, které nehibernují, se kuklí volně na zemi nebo pod kameny. V tropických a subtropických oblastech má modrásek cizokrajný více generací (polyvoltinní) a dospělce lze zahlédnout po celý rok. V jižní Evropě dospělci létají od února do listopadu. Ve střední Evropě se objevují vzácně od srpna do září.

## Ochrana a ohrožení
V České republice se tento druh objevuje velice vzácně. Na Moravě byl zaznamenán naposledy v roce 1958 u Lednice. V Čechách byl pozorován v okolí Pelhřimova, v Polabí a v Ústí nad Labem. Naposledy byl v Čechách zaznamenán v Praze v roce 1959.